# Nhandu cerradensis
Nhandu cerradensis är en spindelart som beskrevs av Rogerio Bertani 200. Nhandu cerradensis ingår i släktet Nhandu och familjen fågelspindlar. Inga underarter finns listade i Catalogue of Life.